# Больцано
Больцано (італ. Bolzano) / Боцен (нім. Bozen) — місто й муніципалітет в Італії, у регіоні Трентіно-Альто-Адідже, столиця провінції Больцано.

## Географія
Больцано розташоване на відстані близько 520 км на північ від Рима, за 55 км на північ від Тренто. Розташоване на річці Ізарко (басейн Адіже). 

### Клімат
Місто знаходиться у зоні, котра характеризується вологим континентальним кліматом з теплим літом. Найтепліший місяць — липень із середньою температурою 22 °C (71.6 °F). Найхолодніший місяць — січень, із середньою температурою 0.3 °С (32.5 °F).
| Клімат Больцано         | Клімат Больцано | Клімат Больцано | Клімат Больцано | Клімат Больцано | Клімат Больцано | Клімат Больцано | Клімат Больцано | Клімат Больцано | Клімат Больцано | Клімат Больцано | Клімат Больцано | Клімат Больцано | Клімат Больцано |
| Показник                | Січ.            | Лют.            | Бер.            | Квіт.           | Трав.           | Черв.           | Лип.            | Серп.           | Вер.            | Жовт.           | Лист.           | Груд.           | Рік             |
| Абсолютний максимум, °C | 18              | 21              | 26              | 27              | 37              | 40              | 38              | 37              | 32              | 27              | 20              | 17              | 40              |
| Середній максимум, °C   | 5,9             | 9,3             | 14,6            | 18,8            | 23,2            | 26,8            | 29,2            | 28,3            | 24,8            | 18,7            | 11              | 6,5             | 18,1            |
| Середня температура, °C | 0,2             | 3,5             | 8,1             | 12,1            | 16,2            | 19,8            | 22              | 21,4            | 18              | 12,1            | 5,3             | 1,1             | 11,6            |
| Середній мінімум, °C    | −5,4            | −2,4            | 1,5             | 5,3             | 9,2             | 12,7            | 14,8            | 14,5            | 11,2            | 5,5             | −0,3            | −4,4            | 5,2             |
| Абсолютний мінімум, °C  | −15             | −10             | −7              | −3              | −5              | 1               | 7               | 6               | 2               | −5              | −11             | −12             | −15             |
| Норма опадів, мм        | 25.6            | 26.4            | 44.6            | 52.6            | 82.2            | 80.6            | 92.5            | 92              | 67.3            | 56.5            | 54.7            | 26.6            | 701.6           |
| Днів з дощем            | 5               | 4               | 9               | 10              | 13              | 12              | 10              | 10              | 8               | 9               | 6               | 5               | 101             |
| Днів зі снігом          | 4               | 2               | 1               | 0               | 0               | 0               | 0               | 0               | 0               | 0               | 1               | 4               | 12              |
| Вологість повітря, %    | 72              | 69              | 62              | 66              | 69              | 66              | 66              | 68              | 71              | 75              | 74              | 73              | 69.3            |
| ----------------------- | --------------- | --------------- | --------------- | --------------- | --------------- | --------------- | --------------- | --------------- | --------------- | --------------- | --------------- | --------------- | --------------- |
| Джерело: Weatherbase    |                 |                 |                 |                 |                 |                 |                 |                 |                 |                 |                 |                 |                 |

## Економіка і туризм
Залізничний вузол. На базі гідроелектроенергії — електрометалургія, виробництво алюмінію та магнію. Курорт і один з центрів туризму.
В цьому місті проводиться раз на два роки Конкурс піаністів імені Бузоні
Населення — 106 110 осіб (2014).

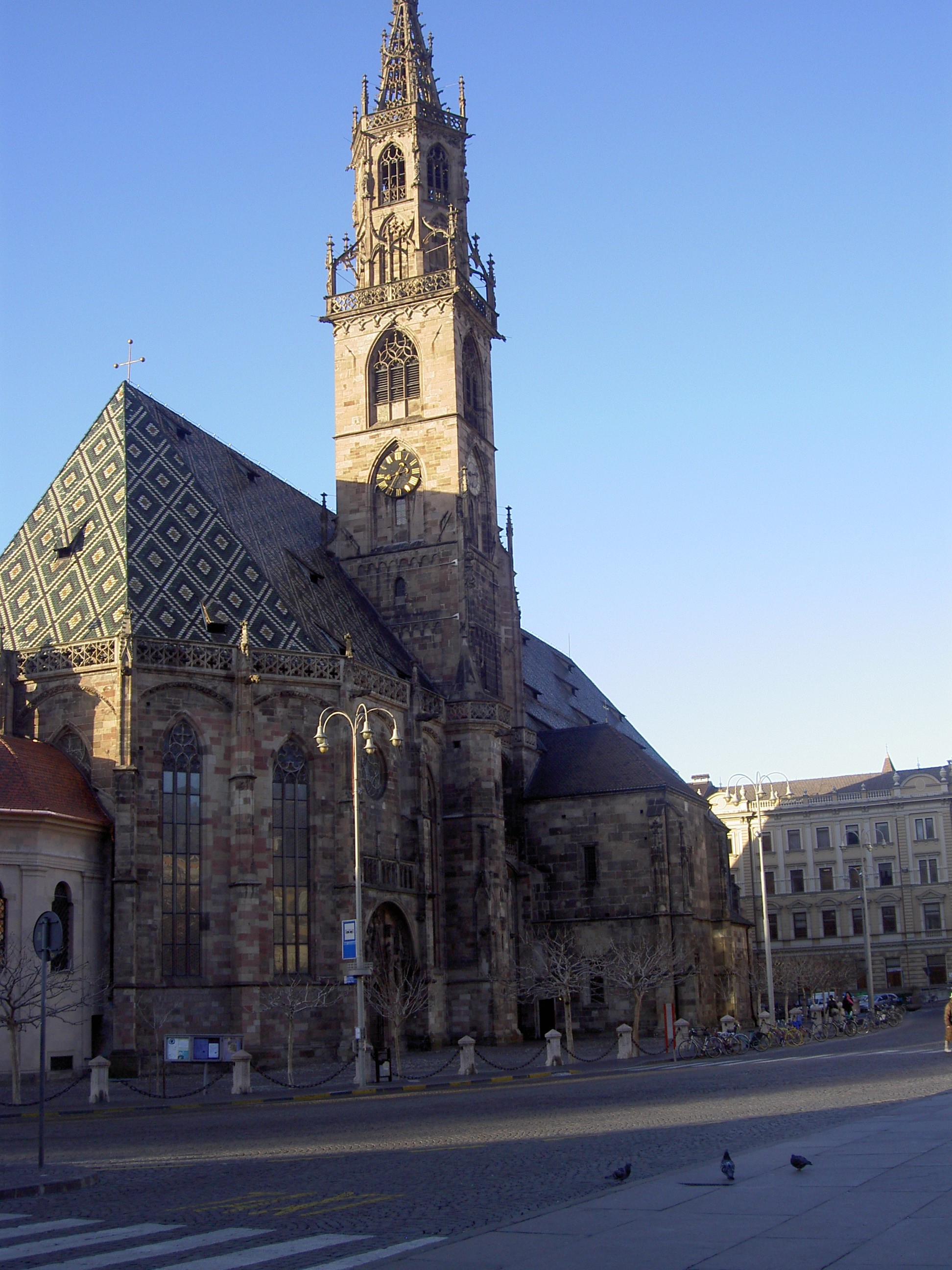

Щорічний фестиваль відбувається у понеділок після Дня Святої Трійці. Покровитель — .

## Демографія
Населення за роками:

Станом на 1 січня 2023 року в муніципалітеті офіційно проживало 15 457 іноземців з 123 країн, серед них 2814 громадян країн Євросоюзу та 787 громадян України.

## Уродженці
- Мануель Де Лука (*1998) — італійський футболіст, нападник.

## Сусідні муніципалітети
- Апп'яно-сулла-Страда-дель-Віно
- Корнедо-алл'Ізарко
- Лайвес
- Нова-Поненте
- Ренон
- Сан-Дженезіо-Атезіно
- Терлано
- Вадена

## Спорт
У місті базується хокейна команда «Больцано» багаторазовий чемпіон Італії.

## Персоналії
- Роберт Оберраух — італійський хокеїст.